# Эрнст Константин (ландграф Гессен-Филипсталя)
Эрнст Константин Гессен-Филипстальский (нем. Ernst Konstantin von Hessen-Philippsthal; 8 августа 1771, Филипсталь — 25 декабря 1849, Мейнинген) — титулярный ландграф Гессен-Филипсталя, российский командир эпохи наполеоновских войн, генерал от кавалерии.

## Биография
Из рода титулярных ландграфов Гессен-Филипстальских. Сын титулярного ландграфа Вильгельма Гессен-Филипстальского. 29 мая 1808 года из подполковников гессен-кассельской службы принят в русскую армию тем же чином и зачислен в 6-й егерский полк с назначением в адъютанты при фельдмаршале Прозоровском.
В ходе русско-турецкой войны 1806-1812 годов был ранен в левую ногу при неудачном штурме Браилова 5 мая 1809, в 1810 г. получил контузию в грудь от картечи при попытке штурма Рущука. В октябре 1811 г. вышел в отставку по нездоровью от ран. 23 июня 1812 вновь принят на службу с производством в полковники и назначен обер-квартирмейстером при казачьем корпусе генерала М. И. Платова. Сражался с французами под Миром, Салтановкой. В Бородинском сражении  принял участие в рейде Платова против левого фланга французской армии. 28 августа 1812 г. в арьергардном бою под Можайском ему оторвало ядром правую ногу.

Вернулся в действующую армию в марте 1813 г. и назначен состоять при Главной квартире для особых поручений. Участвовал в сражениях под Люценом, Бауценом, Рейхенбахом и Герлицем. За отличия произведен 15 июля 1813 в генерал-майоры и назначен командиром отдельного отряда из трех донских казачьих полков, двух батальонов егерей и полуроты конной артиллерии в корпусе генерала Ф. Ф. Винцингероде. Сражался с французами под Гросс-Беереном, Денневицем и Лейпцигом. В 1814 г. находился при осаде Гамбурга. Награждён 3 августа 1814 года орденом Св. Георгия 4-го кл. 
за отличия в сражениях с французами.
 По возвращении в Россию назначен состоять при начальнике лёгкой гвардейской кавалерийской дивизии. 22 августа 1826 произведён в генерал-лейтенанты. 9 сентября 1836 вышел в отставку с чином генерала от кавалерии и выехал из России в герцогство Гессен-Кассельское.

## Потомки
10 апреля 1796 года в Рудольштадте Эрнст Константин женился на принцессе Луизе (1775—1808), дочери князя Фридриха Карла Шварцбург-Рудольштадтского. У них родились:
- Фридри Вильгельм (1797)
- Фердинанд (1799—1837)
- Георг Густав (1801—1802)
- Карл II (1803—1868), ландграф Гессен-Филипсталя, женат на герцогине Марии Вюртембергской (1818—1888)
- Франц (1805—1861), барон фон Фалькенер с 1841 года, женат морганатическим браком на Марии Катарине Кольман (1819—1904)

17 февраля 1812 года Эрнст Гессен-Филипстальский женился во второй раз в Касселе на своей племяннице Каролине (1793—1872), дочери принца Карла Гессен-Филипстальского. В этом браке родились:
- Виктория (1812—1837)
- Вильгельм Эдуард (1817—1819)

## Награды
Российские:
- Орден Святого Владимира 4-й степени с бантом (1812)
- Орден Святой Анны 2-й степени с алмазами (1812)
- Орден Святого Георгия 4-й степени (3 августа 1814)
- Орден Святой Анны 1-й степени (12 октября 1821)
- Алмазные знаки к ордену Святой Анны 1-й степени
- Орден Святого Владимира 2-й степени
- Золотая сабля «За храбрость» с алмазами
- Орден Святого Александра Невского (9 сентября 1836)

Иностранные:
- Орден Золотого льва, большой крест (Гессен-Кассель)
- Орден «За военные заслуги» (Гессен-Кассель)
- Орден Красного орла 1-й степени (Пруссия)
- Орден «Pour le Mérite» (Пруссия)
- Орден Святого Иоанна Иерусалимского (Пруссия)